# سوزان فان كامب
سوزان فـان كامب (بالإنجليزية: Susan Van Camp)‏ هي فنانة ألعاب أمريكية، ولدت في 11 يونيو 1959.

## وصلات خارجية
- الموقع الرسمي